# Prunkbarkasse
Eine Prunkbarkasse ist ein zeremonielles Schiff, das von hochgestellten Personen, vor allem Monarchen, für Prozessionen, Schiffsparaden, Revuen und andere förmliche Anlässe zum Transport auf dem Wasser genutzt wird.
Bei diesen Barkassen ist meist am hinteren Schiffsende ein Salon eingerichtet, dem gegebenenfalls noch Hoheitszeichen wie zum Beispiel eine Krone oder Wappenschilde aufgesetzt werden. Bewegt wird die Barkasse durch Ruderer im Vorder- und Mittelteil des Schiffes, ein Steuermann steht meist erhöht hinter dem Salon am Schiffsende.
Bekannt sind die – teils noch in Gebrauch befindlichen historischen Barkassen – des thailändischen, des britischen und des schwedischen Königshauses.
Die Königliche Barkenprozession in Thailand, bei der zahlreiche Prunkbarkassen eingesetzt werden, findet seit mehr als 700 Jahren statt. Es gibt ein eigenes Museum, das National Museum of Royal Barges, für die königlichen Barkassen.
Die britische Königin Elisabeth II. erhielt für die Parade zu ihrem diamantenen Thronjubiläum 2012 auf der Themse die neue königliche Barkasse Gloriana.
Bei der Hochzeit der schwedischen Thronfolgerin Victoria von Schweden 2010 fand eine Parade durch Stockholm statt, bei der das Mittelstück mit der königlichen Prunkbarkasse Vasaorden über das Wasser um die Insel Kastellholmen führte.
Die portugiesische Bergantim Real (königliche Barge) wird im Museu de Marinha in Belém (Lissabon) ausgestellt.

## Prunkbarkassen im Bild

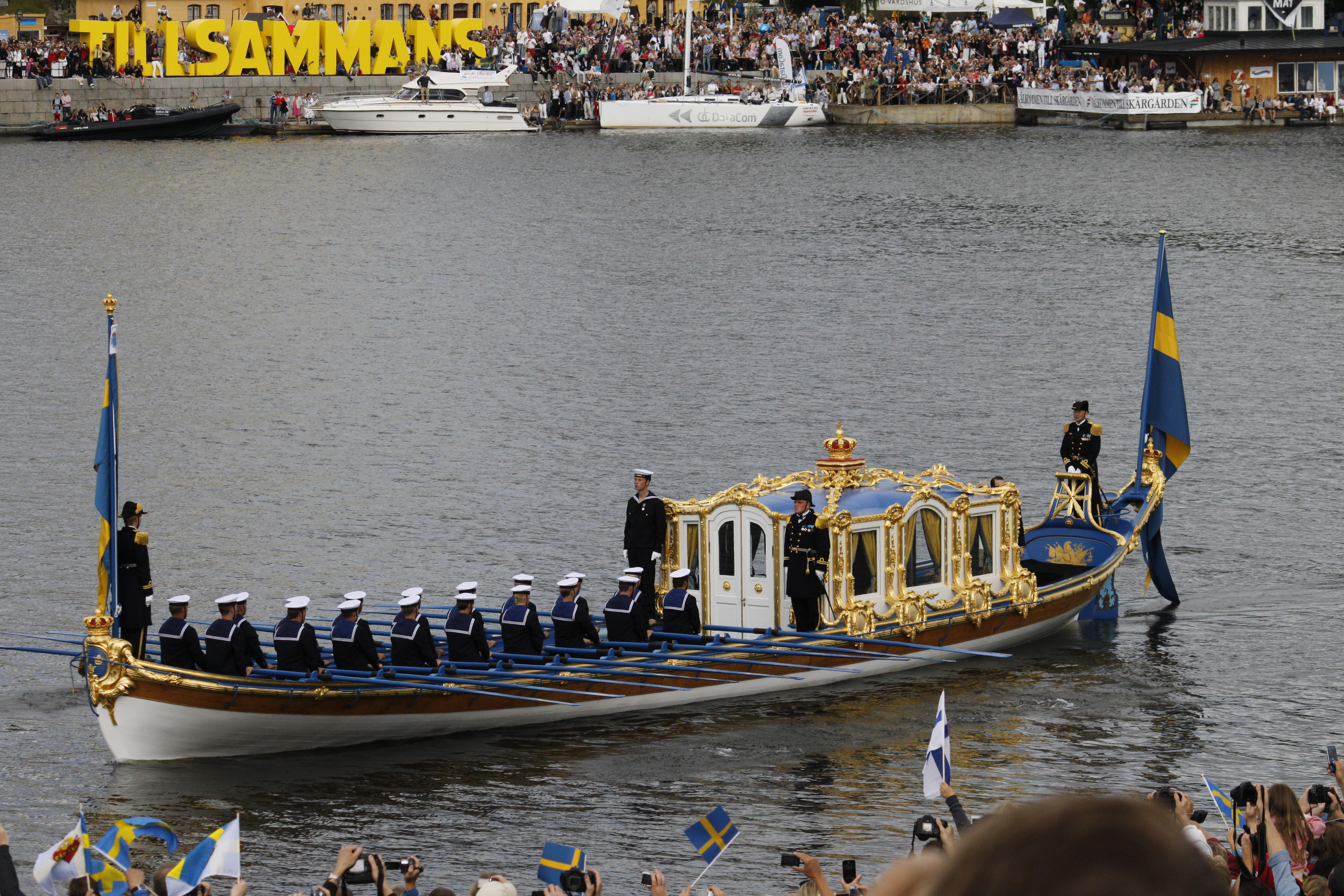
„Vasaorden“ (1921) des schwedischen Königshauses
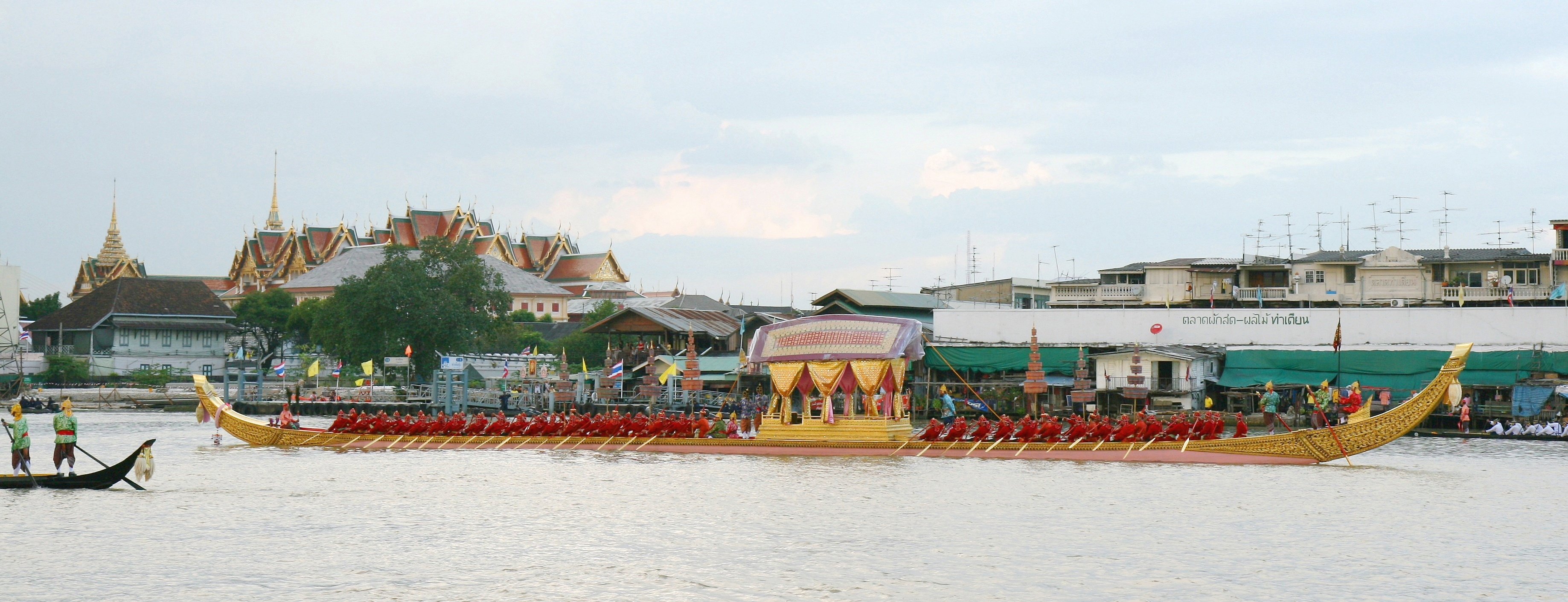
„Anekchatbhuchongse“ des thailändischen Königshauses
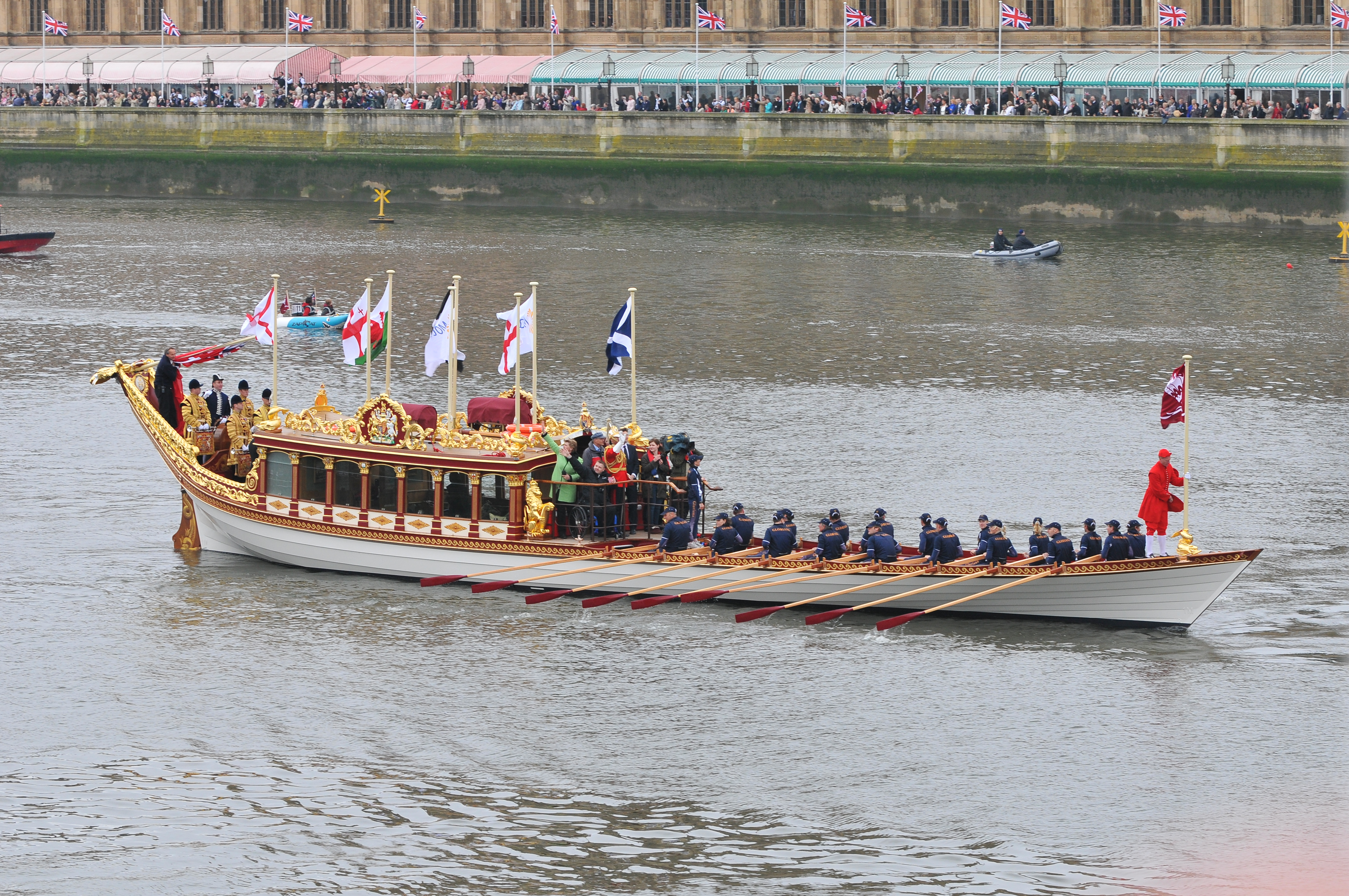
Gloriana
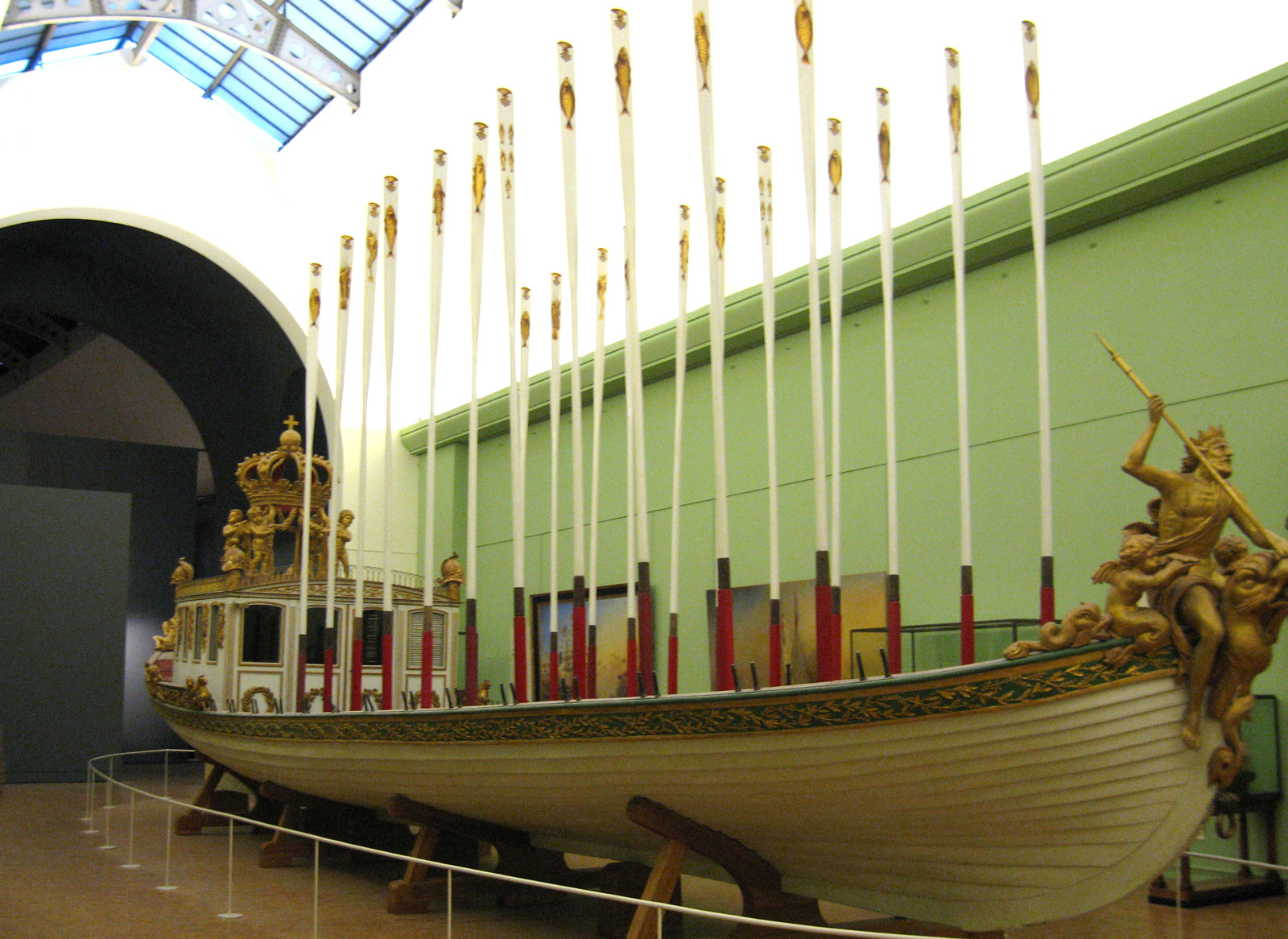
Prunkbarkasse Napoleon Bonapartes im Musée national de la Marine
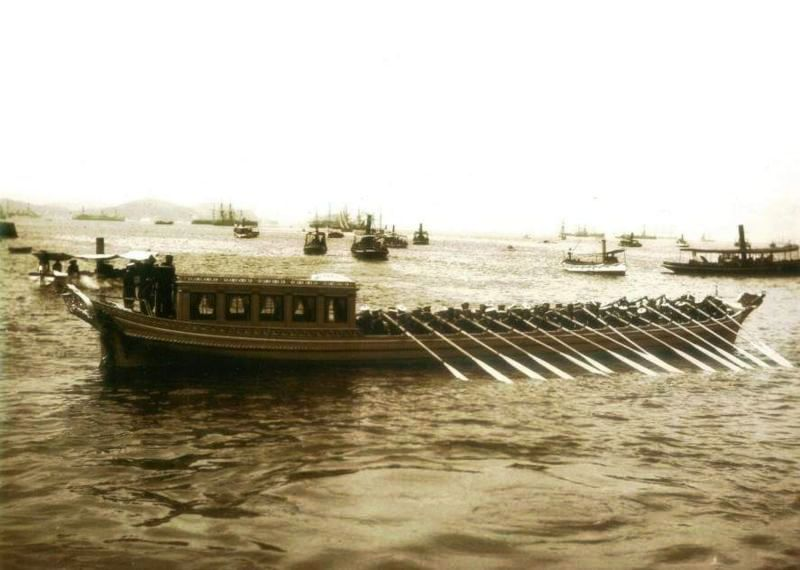
Prunkbarkasse des brasilianischen Königs Johann VI. in Rio de Janeiro 1899 Bei dem Besuch des Präsidenten Argentiniens, Julio Argentino Roca
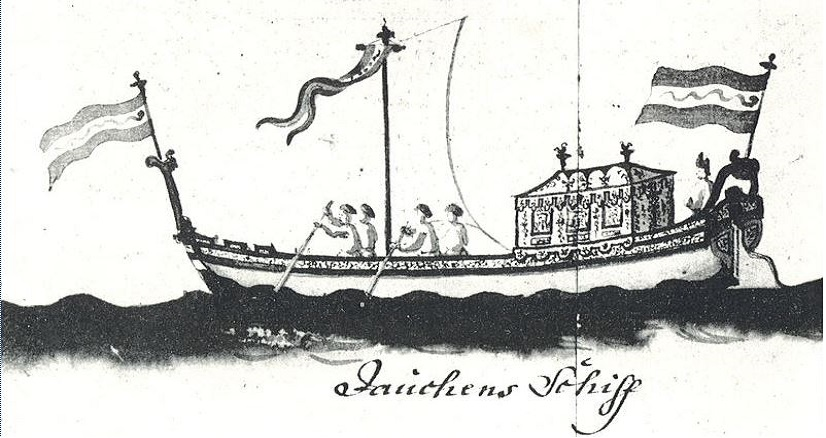
Prunkbarkasse (1730) des Generalmajors Joachim Daniel von Jauch zu Warschau